# اسقف‌نشین گوگارک
اسقف‌نشین گوگارک (ارمنی: Գուգարաց թեմ Gougarats t'em) یک اسقف‌نشین کلیسای حواری ارمنی می‌باشد که استان لوری شمال ارمنستان را در بر می‌گیرد. نام این اسقف‌نشین از استان تاریخی گوگارک گرفته شده‌است.